# Roxana Mânzatu
Roxana Mânzatu   (Brașov, 1 d'abril de 1980) és una política romanesa, funcionària del govern local i gestora de projectes europeus a Romania. El 2016 va ser elegida a la Cambra de Diputats i el 2019 va ser nomenada ministra de Fons Europeus. El 2024 va ser elegida diputada al Parlament Europeu. Des del desembre de 2024 és vicepresidenta de la Comissió Europea i comissària de Competències, Educació, Treball de Qualitat i Drets Socials en el marc de la segona Comissió Von der Leyen
Es va graduar en ciències polítiques el 2002 a la Universitat de Bucarest i va obtenir un màster en integració europea el 2005 a la Universitat Cristiana Dimitrie Cantemir. Del 2004 al 2006 va treballar al Ministeri d'Integració Europea. Posteriorment, va treballar com a gestora i consultora en diversos projectes, en particular els finançats per la Unió Europea. També va dirigir una escola de negocis sense ànim de lucre.
Mînzatu es va involucrar en activitats polítiques locals dins del Partit Socialdemòcrata. Va ser membre del consell del districte de Brașov (2004-2008, 2011-2012, 2016). El 2015 va ser nomenada secretària d'Estat del Ministeri de Fons Europeus i després va dirigir l'Agència Nacional de Contractació Pública.
El 2016, Mînzatu va ser elegida membre de la Cambra de Diputats romanesa, on va esdevenir secretària del Comitè d'Indústria i Serveis i membre del Comitè d'Afers Europeus. El juny de 2019 va ser nomenada ministra de Fons Europeus al govern de Viorica Dăncilă, amb l'objectiu d'accelerar el desenvolupament en sectors clau, com ara les infraestructures d'aigua i aigües residuals i la digitalització. No obstant això, el govern va ser destituït a l'octubre del mateix any després d'una moció de censura. No va ser candidata a les eleccions estatals del 2020 i va tornar a les activitats empresarials fins que va ser elegida a les eleccions al Parlament Europeu del 2024, quan el seu partit va formar una aliança amb el Partit Nacional Liberal. Al parlament va formar part del grup de l'Aliança Progressista de Socialistes i Demòcrates i va ser membre del Comitè de Desenvolupament Regional.